# Саліс Абдул Самед
Саліс Абдул Самед (англ. Salis Abdul Samed, нар. 26 березня 2000, Аккра) — ганський футболіст, півзахисник французького  «Ланса» і національної збірної Гани.

## Клубна кар'єра
Народився 26 березня 2000 року в Аккрі. Вихованець футбольної академії JMG Academy.
У дорослому футболі дебютував 2019 року виступами у Франції за команду «Клермон» в Лізі 2. В сезоні 2021/22, який команда проводила вже в елітному французькому дивізіоні, був гравцем її основного складу.
Влітку 2022 року за 5 мільйонів євро перейшов до «Ланса».

## Виступи за збірну
2022 року дебютував в офіційних матчах у складі національної збірної Гани. Того ж року був включений до її заявки на тогорічний чемпіонат світу в Катарі.
| Дата       | Місто    | Господарі | Результат | Гості     | Турнір           | Голи | Примітки |
| ---------- | -------- | --------- | --------- | --------- | ---------------- | ---- | -------- |
| 17-11-2022 | Абу-Дабі | Гана      | 2 – 0     | Швейцарія | товариський матч | -    |          |
| Усього     |          | Матчів    | 1         |           | Голів            | 0    |          |